# یخ‌خیزک کوه سنت هلن
یخ‌خیزک کوه سنت هلن (نام علمی: Grylloblatta chirurgica) نام یک گونه از سرده یخ‌خیزک است.